# Список керівників держав 660 року
Список керівників держав 659 року — 660 рік — Список керівників держав 661 року — Список керівників держав за роками

## Європа
- Арморика — король Гілкуал (658 — ?)
- Британські острови:
  - Англія — бретвальда Освіу (655–670)
  - Бріхейніог — король Гулідієн (658–670)
  - Вессекс — король Кенвал (643–645, 648–674)
  - Галвідел — король Мерфін Великий (бл. 655–682)
  - Гвінед — король Кадваладр ап Кадваллон (655–682)
  - Дал Ріада — король Коналл II Крандомна (650–660), його змінив король Домангарт II мак Домнайлл (660–673)
  - Дівед — король Гулідієн (650–670)
- Думнонія — Кулмін ап Петрок (658—661)
  - Ессекс — король Сігеберт II Добрий (653–660), його змінив двоюрідний брат Світхельм (660–664)
  - Кент — король Ерконберт (640–664)
  - Мерсія — король Вульфхер (658–675)
  - Нортумбрія — король Освіу (658–670)
  - Королівство піктів — король Гартнарт IV (657–663)
  - Королівство Повіс — король Белі ап Еліуд (650 — бл. 665)
  - Стратклайд (Альт Клуіт) — король Елвін (658–693)
  - Східна Англія — король Етельвольд (655–664)
  - Гвікке — король Енфріт (650–674)
- Велика Булгарія — хан Кубрат (632–665)
- Вестготське королівство — король Реккесвінт (653–672)
- Візантійська імперія — імператор Констант II (641–668)
  - Африканський екзархат — екзарх Геннадій II (647–665)
  - Равеннський екзархат — екзарх Феодор I Калліопа (643–645, 653–666)
- Домнонія — король Хелог (640—667)
- Ірландія — верховний король Діармайт мак Аедо Слайне (657—665) та верховний король Блатмак мак Аедо Слане (658—665)
  - Айлех — король Крандмаель мак Суібне (636—660), його змінив король Ферг мак Крандмаель (660—668)
  - Коннахт — король Гуайре Айдне (655—663)
  - Ленстер — король Фіаннамайл мак Меле Туйле (656—680)
  - Манстер — король Маенах (641—662)
  - Улад — король Блатмак мак Маел Кобо (647—670)
- Королівство лангобардів — король Аріперт I (653—661)
  - Герцогство Беневентське — герцог Грімоальд I Беневентський (651—662)
  - Герцогство Сполетське — герцог Атто Сполетський (650—665)
  - Герцогство Фріульське — герцог Аго (651—663)
- Святий Престол — папа римський Святий Віталій (657—672)
- Сербія — жупан Свевлад (? — бл. 660), його змінив син жупан Селемір (бл. 660 — бл. 680)
- Франкське королівство:
  - Австразія —
    - король Хільдеберт Прийомний (656—661)
    - мажордом Грімоальд Старший (642/643 — 662)

  - Аквітанія та Герцогство Васконія — герцог Амандо (638—660), його змінив герцог Фелікс (660 — бл. 676)
  - Баварія — герцог Теодон I (640 — бл. 680)
  - Бургундія:
    - король Хлотар III (657—673)
    - мажордом — Радоберт (642—662)

  - Нейстрія —
    - король Хлотарь III (657—673)
    - мажордом Еброін (658—673, 675—680)

  - Тюрингія — герцог Хеден I (бл. 642 — бл. 687)
- Фризія — король Альдгісл I (? — 680)
- Хозарський каганат — каган Ірбіс (650—665)
- Швеція — конунг Івар Широкі Обійми (бл. 655 — бл. 695)

## Азія
- Абазгія — князь Дмитрій I (бл. 640 — бл. 660), його змінив князь Дмитрій I (бл. 660 — бл. 680)
- Диньяваді (династія Сур'я) — раджа Сур'я Рену (648–670)
- Західно-тюркський каганат — офіційно правив каган Ашіна Міше-шад (657–662), але його противником був брат, каган Ашіна Бучжень-шад (657–667)
- Індія:
  - Бадамі— Західні Чалук'я — махараджахіраджа  Вікрамадітья I Сат'яшрая (650—678)
  - Венгі— Східні Чалук'я — махараджа Дхарашрая Джаясімха I Сарвасідхі (641—673)
  - Західні Ганги — магараджа Бхувікарма (654—679)
  - Камарупа — цар Саластхамба (650—670)
  - Кашмір — махараджа Дурлабхавардхана (бл. 625 — бл. 661)
  - Династія Майтрака — магараджа Хагаграха II (бл. 656 — бл. 662)
  - Династія Паллавів  — махараджахіраджа Нарасімха-варман I (630—668)
  - Держава Пандья — раджа Янтаварман (640—670)
  - Раджарата — раджа Кассапа II (652—661)
  - Хагда — раджа Девахагда (658—673)
- Картлі та Кахетія — князь Адарнасе II (650—684)
- Китай:
  - Наньчжао — ван Мен Сінуло (649—674)
  - Династія Тан — імператор Гао-цзун (Лі Чжи) (649—683)
  - Тогон — Муюн Нохебо (635—663)
- Корея:
  - Когурьо — тхеван (король) Поджан (642—668)
  - Пекче — король Ийджа (641—660), цього року державу захопила Сілла
  - Сілла — ван Муйоль (654—661)
- Лазіка — князь Барнут I (660—670)
- Паган — король Пеіт Тон (652—660), його змінив король Пеіт Тонг (660—710)
- Персія:
  - Гілян (династія Дабюїдів) — іспахбад Гіл Гавбара (640—660) та іспахбад Дабюя (640—676)
- Правовірний халіфат — правовірний халіф Алі ібн Абу Таліб (656—661)
- Тарума (острів Ява) — цар Тарусбава (650—670)
- Тао-Кларджеті — князь Гурам II (619—678)
- Тибетська імперія — Манронманцан (650—676)
- Чампа — князь Вікрантаварман I (бл. 653 — бл. 686)
- Ченла — раджа Джаяварман I (657—681)
- Японія — імператриця Саймей (654—661)

## Африка
- Аксумське царство — Зергаз (653—663)
- Африканський екзархат Візантійської імперії — Геннадій (647—665)
- Праведний халіфат — Алі ібн Абу Таліб (656—661)

## Північна Америка
- Цивілізація Майя:
  - Дос-Пілас та Тікаль — цар Б'алах Чан К'авіль (636—686)
  - Канульське царство — священний владика Йукно'м Ч'еен II (636—686)
  - Караколь — цар Как-Ухоль-Кініч II (658—680)
  - Копан — цар К'ак'-Уті-Віц'-К'авіль (628—695)
  - Паленке — цар К'ініч Ханааб Пакаль I (615—683)
  - Тоніна — цар К'ініч Гікс Хапат (595—665)
  - Яшчилан — божественний цар Яшун-Балам III (628—681)